# Varulvsfilm
Temat i en varulvsfilm är varulvar och deras jakt på människoblod.
Den äldsta kvarvarande var filmen Dr. Yogami från London (Werewolf of London) från 1935 med svenskamerikanen Warner Oland i huvudrollen. Många anser att de bästa varulvsfilmerna är dessa tre klassiker: Varulven (The Wolf Man) från 1941, Varulvar (The Howling) från 1981 och En amerikansk varulv i London (An American Werewolf in London) från samma år som den föregående. 2002 gjordes varulvsfilmen Dog Soldiers.

## Urval av filmer
- Varulven (1941)
- En amerikansk varulv i London (1981)
- Teen Wolf (1985)
- Wolf (1994)
- En amerikansk varulv i Paris (1997)
- Ginger Snaps (2000)
- Dog Soldiers (2002)
- Van Helsing (2004)
- Skinwalkers (2006)
- The Wolfman (2009)
- New Moon (2009)
- Eclipse (2010)
- The Twilight Saga: Breaking Dawn - Part 1 (2011)
- November (2017)
- Skyggenes dal (2017)